# Ochranná maska

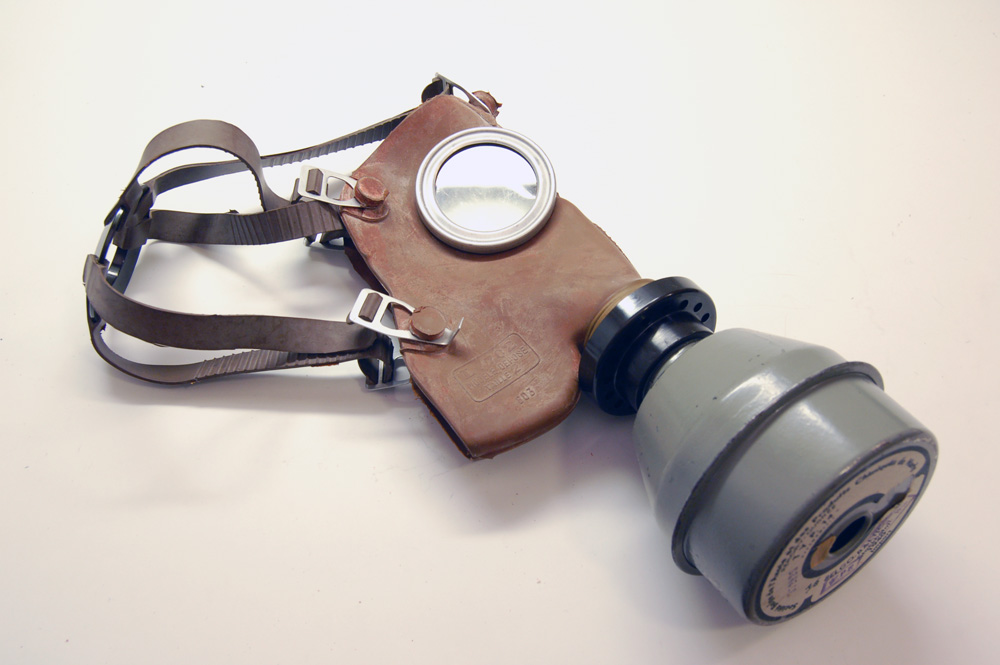
Belgická ochranná maska kolem roku 1930

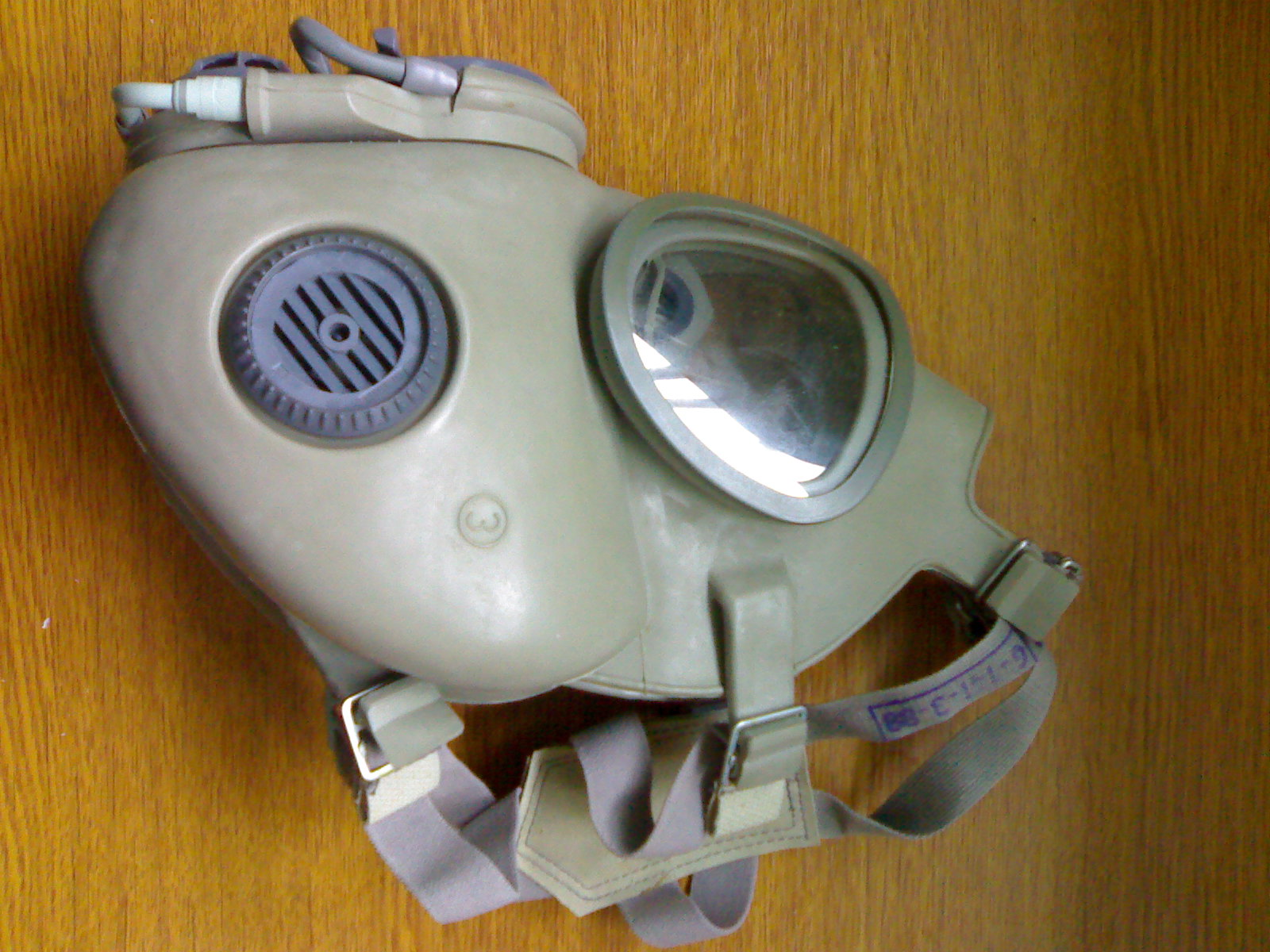
Ochranná maska M10M Armády České republiky, pohled z boku

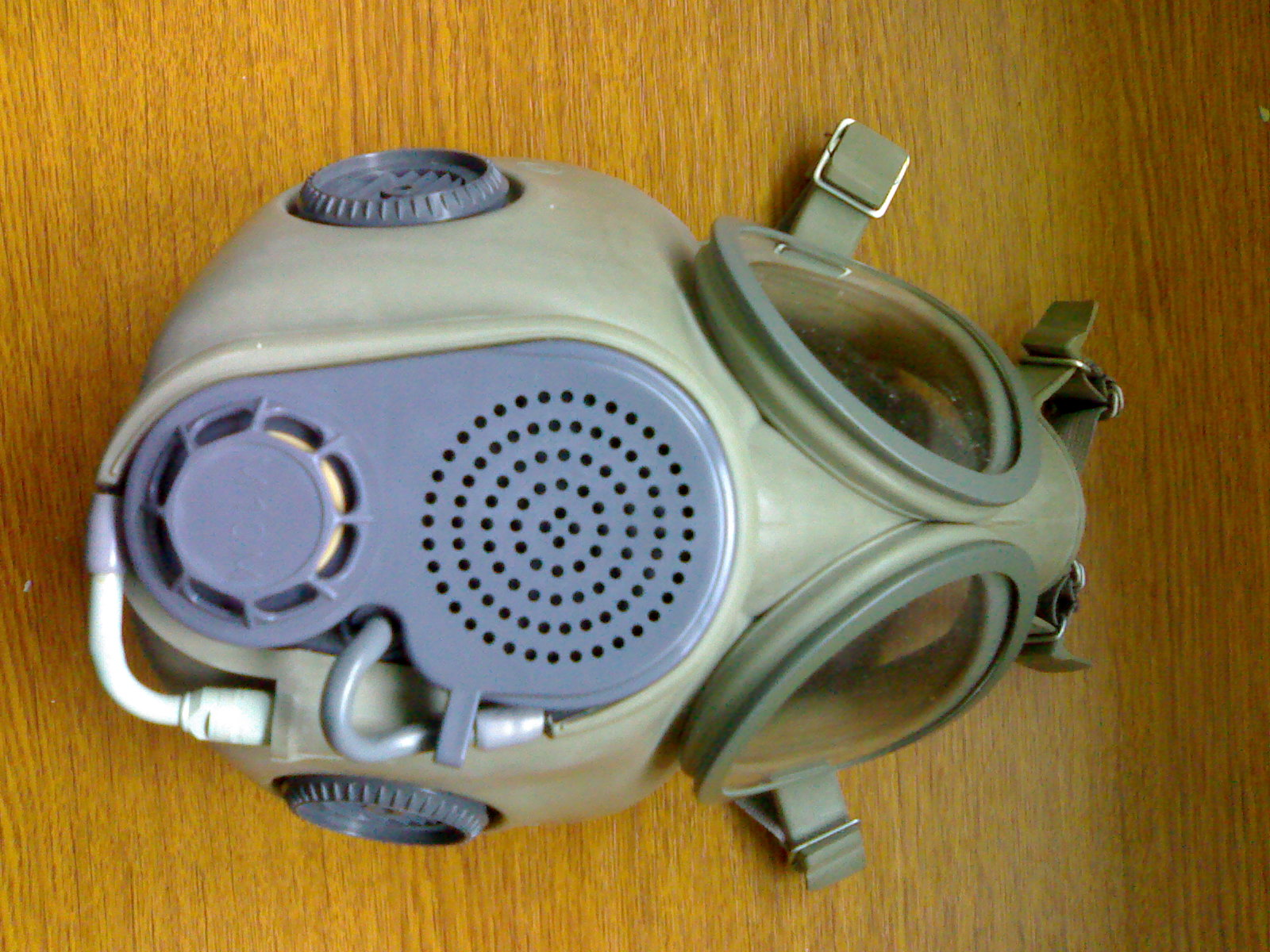
Ochranná maska M10M Armády České republiky, pohled zepředu

Princip činnosti dýchacího ventilu ochranné masky

Filtr ochranné masky v řezu

Ochranná maska (hovorově plynová maska) slouží k ochraně obličeje, očí a dýchacích cest nositele před toxickými látkami ve vzduchu. Ty mohou být ve skupenství pevném (prachové částice - typické pro radioaktivní látky, různé dýmy či viry a bakterie), kapalném (aerosoly - mohou obsahovat radioaktivní látky či rozpuštěné chemické škodliviny nebo bakterie a viry) či plynném (radioaktivní plyny a toxické plynné látky).

## Funkční princip ochranné masky
Na rozdíl od jiných zařízení, sloužících k dýchání v zamořených prostorech, ochranná maska nevyžaduje, aby její nositel měl s sebou zásobu vzduchu či kyslíku. Kyslík se bere ze vzduchu. Při použití vzduchu z okolí je ale třeba zajistit, aby se případné toxické látky ve vzduchu přítomné nedostaly k nositeli masky. Principem fungování ochranné masky tedy je tyto toxické látky ze vzduchu odstranit tím, že se zachytí v jejím filtru nebo se chemicky rozloží na látky neškodné.

## Ochranná maska se skládá z těchto základních částí

### Lícnice
Lícnice je obvykle vyrobena z pogumované textilie, vojenské masky typicky ze silné vrstvy speciální chemicky odolné gumy, brombutylkaučuku. Její funkcí je chránit obličej nositele před stykem s nebezpečnými látkami ze zamořeného vzduchu a zároveň jsou v ní upevněny průzory, průhledné skleněné či plastové otvory sloužící k pozorování okolí, u vojenských masek obvykle tvrzené a eventuálně zdvojené pro zajištění vyšší ochrany proti proražení např. kamínkem apod. Dále je v lícnici umístěn vdechovací a vydechovací ventil a filtr nebo propojka s filtrem ve formě vrapové hadice.
Vdechovací ventil slouží k zamezení přístupu vlhkého uživatelem masky vydechnutého vzduchu do tělesa filtru, protože zamočením aktivního uhlí by se snižovala účinnost filtru a zároveň průdyšnost filtru. Postupně by došlo až k jeho neprůchodnosti a tím znemožnění používání masky do výměny filtru za nový.
Výdechový jednocestný ventil slouží pro odvod vydechnutého vzduchu mimo lícnici masky a zároveň musí splňovat vysoké nároky proti podsávání při nádechu, kdy jím nesmí do lícnice pronikat zamořený vzduch. Obvykle je tvořen dvěma i více pružnými gumovými membránami.
Ačkoliv životnost lícnice masky je při správném skladování i několik desítek let, gumové membrány ve ventilech mají životnost maximálně několik let (typicky 5) a poté je nutná jejich výměna pro zajištění spolehlivé funkce ventilu. Ochranné masky, nakupované tzv. z druhé ruky např. v Army shopech mají obvykle tyto membránové ventily již za dobou své životnosti a je třeba je vyměnit v případě, že uživatel plánuje masku používat. Princip činnosti vdechovacího a výdechového ventilu je na přiloženém obrázku.

### Úchytný systém
Úchytný systém - je připevněn k lícnici a slouží k pevnému uchycení masky k obličeji, většinou je složen z týlního štítku coby opěrky na týlu hlavy a pružných tkalounů, které štítek spojují s lícnicí a umožňují pevné dotažení masky na obličej pro zabránění podsávání zamořeného vzduchu mezi tváří a lícnicí. Některé typy ochranných masek kryjí celou hlavu díky pružné lícnici ve tvaru kukly, pokrývající po nasazení celý povrch hlavy. Tyto masky již obvykle speciální upínací systém nemají, protože sama pružná lícnice masku přidržuje dostatečně pevně na hlavě a efektivně zabraňuje podsávání.

### Ochranný filtr
Ochranný filtr - Ochranný filtr obvykle obsahuje protidýmovou vložku a náplň z aktivního uhlí, popřípadě dalších chemikálií, podle zaměření na určitý druh škodliviny u filtrů průmyslových. Protidýmová vložka zachycuje větší pevné částice (prach) a kapičky aerosolů a je vždy umístěna před vložkou tvořenou aktivním uhlím. Jejím účelem je zabránit rychlému zanesení jemných pórů aktivního uhlí prachem nebo kapalinou, což by velmi zvýšilo sílu potřebnou pro dýchání a dýchání by posléze až znemožnilo. Samotné aktivní uhlí také tyto částice nezachycuje dostatečně efektivně.
Velikost částic aktivního uhlí ve filtrech se pohybuje v rozmezí 1 milimetru u velkých kolektivních filtrů až po 40-100 µm u filtrů lícnicových. Čím menší jsou částice aktivního uhlí, tím má filtr větší sorpční kapacitu na stejný objem sorbentu.

## Princip funkce a ochranné vlastnosti filtru
Filtry pro ochranné masky jsou konstruovány z několika hledisek. Podle své sorpční kapacity, účelu a univerzálnosti použití. Vojenské ochranné filtry mají poměrně velkou absorpční kapacitu a spektrum zachytávaných látek cílené pro vojenské otravné látky, ale pro průmyslové škodliviny je jejich účinnost menší. Civilní průmyslové ochranné filtry jsou obvykle specializované na určitou škodlivinu, kterou vážou s vysokou účinností i po dlouhou dobu, ale ostatní škodliviny vážou slabě nebo vůbec.
Běžné ochranné filtry jsou konstruované pro použití v prostředí obsahujícím 1% až maximálně 2% objemová (10 000–20 000 ppm) škodliviny. Vyšší koncentrace škodlivin již malý filtr prorazí velmi rychle a jeho použití je nevhodné. Jediný spolehlivý prostředek pak představují izolační dýchací přístroje s vlastní zásobou vzduchu, nezávislé na okolní atmoséře.
Pro používání ochranných masek také platí dosažení minimálního množství kyslíku ve vzduchu 17 % obj., neboť při poklesu množství kyslíku pod tuto hranici (normální hodnota je 20,9%) by už došlo k udušení nositele masky z nedostatku kyslíku, přestože filtr by byl jinak funkční. S tím je třeba počítat v případě, že v lokalitě (zvlášť nebezpečné jsou uzavřené prostory) došlo k hoření či výronu velkých množství plynů těžších než vzduch.
Filtrace je v principu metoda oddělování nerozpustných tuhých látek, kapalin a plynů od jiných pevných látek, kapalin nebo plynů na základě rozdílné velikosti částic frakcí nebo aktivním rozpouštěním dané frakce ve filtru oproti nosnému médiu, které vázáno není. Existují 2 základní způsoby zachycení či zneškodnění toxických látek pomocí filtru, filtrace a reakce:

### Filtrace
Využívá se fyzikálního, chemického nebo fyzikálně-chemického navázání škodliviny na substrát filtru bez změny její molekuly.

#### Absorpce
Toxické látky se ukládají uvnitř struktury absorpčního média / rozpouští se v něm.
- Suspenze (pevná frakce v kapalině) se přelívá přes filtr (filtrační papír, v nejjednodušším případě i síto), přičemž tekutina (filtrát) proteče a pevná frakce s velikostí částice >= pórům ve filtru zůstane zachycena na filtru nebo ve struktuře filtru. Na bázi filtrace pracuje protidýmová vložka ochranných filtrů, obvykle tvořena speciálním filtračním papírem, nebo automobilový vzduchový filtr.
- Probublávání směsi vzduchu a amoniaku přes akvárium s vodou. Plynný amoniak se na rozdíl od vzduchu velmi dobře rozpouští ve vodě a dokud nebude v akváriu relativně silný vodný roztok amoniaku a další rozpouštění již za dané teploty nebude možné, dá se toto akvárium považovat za jakýsi selektivní filtr pro vzduch do něj vstupující. Čistě kapalinové filtry se v ochranných maskách nepoužívají.

#### Adsorpce
Toxické látky se ukládají na povrchu adsorpčního média – typické pro aktivní uhlí a látky s velkým měrným povrchem obecně, např. anorganické zeolity.
- V tomto případě nedochází ke změně molekuly škodliviny, škodlivina je pouze zachycena na povrchu substrátu. Struktura aktivního uhlí se podobá jakési nanohoubě se spoustou výdutí, výklenků a nerovností. Do těchto nerovností se zachycují molekuly škodlivin a jsou zde fyzikálně vázány. V případě zahřátí aktivního uhlí na cca 100 °C lze filtr tzv. regenerovat - dojde k opětovnému uvolnění zachycených molekul škodliviny a filtr je po ochlazení opět připraven zachycovat další škodliviny. Regenerace ale nenavrací 100 % předchozí kapacity, dochází k postupnému poklesu sorpční kapacity s každým dalším regeneračním cyklem. Regenerace se nepoužívá pro filtry ochranných masek, ale např. v úpravnách vody, kde jsou umístěny velké pohlcovače pachů (i desítky m³ aktivního uhlí) z upravované pitné vody a v jiných provozech, kde se pracuje s velmi velkými množstvími aktivního uhlí, které je relativně drahé.

### Reakce
Toxické látky reagují s materiálem filtru a vznikají jiné, neškodné nebo méně toxické produkty reakce, nositeli masky neškodné nebo filtrem již zachytitelné. Většina ochranných masek první generace, použitých v první světové válce, fungovala na tomto principu.
- Molekuly škodliviny vstupují do filtru, kde je umístěn její reaktant. Jde o přímo reagující látku se škodlivinou, tj. při použití filtru se spotřebovává pro reakci a při jejím vyčerpání filtr ztrácí ochranné schopnosti. Jednoduchým příkladem je roztok hydroxidu sodného nanesený na gázu, přes který prochází vzduch obsahující chlór. Ten se ve vodě rozpouští na kyselinu chlorovodíkovou - HCl a reaguje s přítomným hydroxidem neutralizací na NaCl a H2O. Dokud bude v roztoku zbývat dostatečné množství hydroxidu, bude v tomto jednoduchém filtru chlór zachycován a neprojde na druhou stranu. Analogicky funguje roztok kyseliny (např. ocet, kyselina citronová) na gáze jako ochrana proti zásaditým plynům (amoniak).

- Druhou možností je použití katalyzátoru rozpadu dané molekuly, kdy filtr pracuje po velmi dlouhou dobu, jelikož se katalyzátor při reakci nespotřebovává. Příkladem takového typu filtru je automobilový katalyzátor. Katalyticky se v hopkalitovém filtru upravuje např. silně jedovatý oxid uhelnatý (CO) na neškodný oxid uhličitý (CO2).

## Výpočet filtrační účinnosti filtru
Filtrační schopnost (účinnost) je daná číslem beta, kdy poměr beta je definovaný vztahem: βx = Nu/Nd, kde:
- x specifikuje rozměr částice, od něhož se odvozují počty částic uvedených ve vztahu.
- Nu - počet částic větších než je rozměr x na vstupu do filtru v jednotce objemu filtrovaného média.
- Nd - počet částic větších než je rozměr x na výstupu z filtru v jednotce objemu filtrovaného média.

Když filtrační vložka deklaruje zachycení pro částice s rozměry x=25 μm a β25=200, znamená to, že pokud na vstupu filtru je 10 000 částic v jednotce objemu, na výstupu z filtru (ve filtrátu) může být až 50 částic větších než 25 μm v dané jednotce objemu filtrované kapaliny.
Účinnost filtrace E je potom daná vztahem:
{\displaystyle E=(1-{\frac {1}{\beta }}).100=(1-{\frac {1}{200}}).100=99.55\%}
V tomto případě (metoda poměru beta) se neudává, jaké jsou největší filtrem proniknuvší částice. Při absolutní zachytávací schopnosti se udává i to, jaká největší částice může proniknout do filtrátu.

## Dynamická sorpční kapacita a rezistenční doba filtru
Všechny filtry mají tzv. dynamickou sorpční kapacitu a rezistenční dobu.
- Dynamická sorpční kapacita určuje, kolik gramů dané škodliviny je filtr schopný zachytit či zneškodnit, než se jeho pohlcovací kapacita vyčerpá a dojde k tzv. proražení škodliviny přes filtr. To znamená zasažení osoby nosící masku danou škodlivinou a ztrátu ochranných vlastností masky až do výměny filtru za nový. Zde je třeba konstatovat fakt, že zaplňování sorbentu ve filtru neprobíhá plynule, ale vzduch (a s ním i škodliviny) je strháván cestou nejmenšího odporu. Tak může dojít k situaci, kdy škodlivina filtr rychle prorazí bodově přes relativně malou objemovou část filtru, zatímco většina sorbentu je stále škodlivinou nezaplněna. Proto je třeba pro reálné nasazení brát s rezervou výrobci filtrů stanovené sorpční kapacity filtru, získané v optimálních laboratorních podmínkách, které v reálu obvykle nenastanou a kapacita filtrů je menší.

- Rezistenční doba je doba v minutách, po kterou je filtr schopný zachycovat škodlivinu při její známé koncentraci ve vzduchu, známé dynamické sorpční kapacitě filtru a známým objemem vzduchu procházejícím filtrem. Obecně platí, že vysoká koncentrace škodliviny ve vzduchu nebo velký průtok vzduchu filtrem zkracují dobu, po kterou je filtr schopný chránit svého nositele.

## Typy ochranných filtrů
Ochranné filtry se dělí do několika kategorií podle své velikosti a tvaru, koncentrace a typu zachycovaných škodlivin a účinnosti jejich zachycování.

### Rozdělení filtrů ochranných masek dle tvaru
- Lícnicové (jsou uvnitř ochranné masky)

Filtr LF – Lícnicový Filtr, váha cca 250 g, tvar trojúhelník. Od tohoto provedení se obecně ustupuje z důvodu špatné až nemožné vyměnitelnosti filtru v zamořeném prostředí (dojde k zamoření obličeje nositele masky, protože ji pro výměnu filtrů musí zcela sejmout).

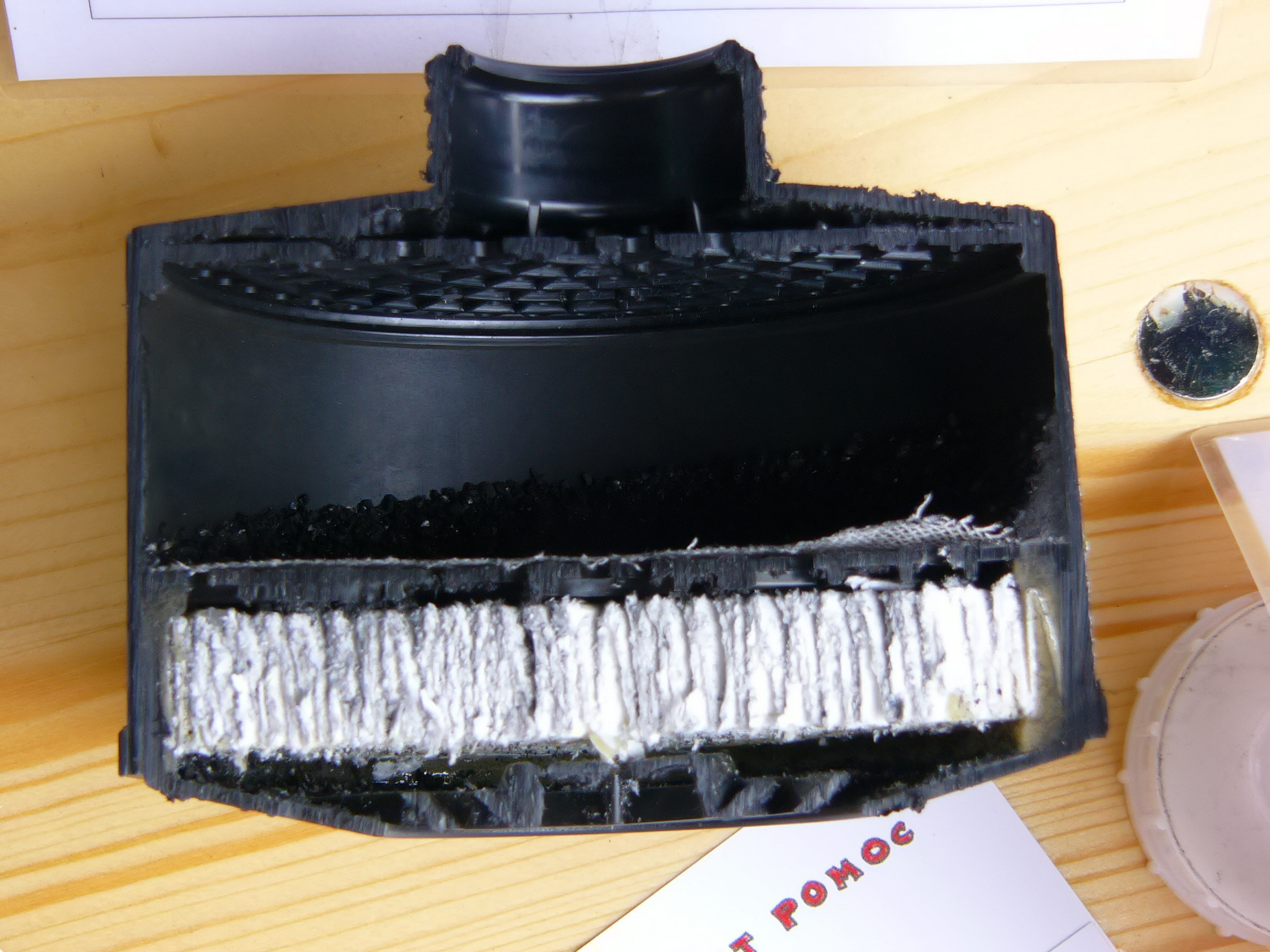
Průřez filtrem MOS k ochranné masce. Skládá se z plastového obalu, víčka s těsněním, filtračního papíru, absorpčního materiálu (sorbent je vyjmut).

- Krabicové (jsou připevněny k ochranné masce zvenčí)

Filtr MOF – Malý ochranný filtr, váha cca 250–500 g, připevněn přímo k lícnici masky, tvar válcový, použitelnost do 0,5 % objemového (5000 ppm) škodliviny v atmosféře. V současnosti nejvíce používaný typ. Umožňuje snadnou a rychlou výměnu bez ohrožení nositele masky jejím sejmutím.
Filtr VOF – Velký ochranný filtr, váha 1 kg i víc, připevněn pomocí vrapové hadice, filtr umístěn v brašně, tvar kvádr, má lepší ochranné vlastnosti i kapacitu než MOF, použitelnost do 2 % objemových (20 000 ppm) škodliviny v atmosféře. Umožňuje snadnou a rychlou výměnu bez ohrožení nositele masky jejím sejmutím.

### Rozdělení průmyslových filtrů podle velikosti náplně
Dle velikosti náplně (a tím i míry ochrany uživatele) se průmyslové filtry dělí do 3 tříd účinnosti:
- malé – třída 1 (do vnější koncentrace škodliviny 0,1 obj. %; 1000 ppm)
- střední – třída 2 (do vnější koncentrace škodliviny 0,5 obj. %; 5000 ppm)
- velké – třída 3 (do vnější koncentrace škodliviny 1,0 obj. %; 10 000 ppm)

### Barevné a písmenné označení průmyslových filtrů podle spektra zachycovaných škodlivých látek
Pro rychlé určení typu a vlastností průmyslových filtrů uživatelem byla zavedena norma, založená na barevných pruzích, vyznačených po obvodu filtru a písmenech s doplňujícím číslem třídy účinnosti filtru.
Barevný pruh určuje kategorii látek, pro které je filtr určen, písmeno upřesňuje jaké látky z dané kategorie filtr zachycuje nejlépe a číslo určuje třídu účinnosti.
| Označení | Barva       | Chemikálie |
| -------- | ----------- | --- |
| A        | hnědá       | páry organických látek s bodem varu vyšším než 65 °C rozpouštědla, např. butanol, tetrachlormetan, dichloretan, cyklohexanol, propanol, benzen, vinylacetát atd. |
| AX       | hnědá       | páry organických látek s bodem varu nižším nebo rovným 65 °C, např. chloroform, toluen                                                                           |
| B        | šedá        | anorganické plyny a páry, např. chlor, kyanovodík, sirouhlík, fluorovodík, fosfin atd. mimo CO                                                                   |
| E        | žlutá       | oxid siřičitý, chlorovodík, kyselina dusičná, kyselina sírová, kyselina mravenčí                                                                                 |
| K        | zelená      | amoniak, sirovodík, metylamin, etylendiamin atd. |
| Hg       | červená     | páry rtuti |
| NOx      | tmavě modrá | nitrozní plyny |
| P        | bílá        | pevné částice |
| Reaktor  | oranžová    | radioaktivní jód včetně radioaktivního metyljodidu |
| SX       | fialová     | speciálně vyjmenované plyny a páry dle výrobce |

Pozor!: Běžné ochranné filtry na bázi aktivního uhlí proti silně jedovatému oxidu uhelnatému vůbec nechrání! Při vstupu do atmosféry zamořené CO je nutno mít masku vybavenou hopkalitovým katalytickým filtrem, který CO katalyticky mění na neškodný CO2 nebo raději izolační dýchací přístroj, který je spolehlivější díky plnému oddělení uživatele od okolní atmosféry.

### Příklad označení průmyslového filtru
A3B1K2 s hnědým, šedým a zeleným pruhem po obvodu – filtr dosahuje 3. třídy účinnosti pro páry organických látek s bodem varu vyšším než 65 °C, 1. třídy účinnosti pro anorganické plyny a 2. třídy účinnosti pro amoniak a organické aminy.